# Micronotus asperulus
Micronotus asperulus är en insektsart som först beskrevs av Bolívar, I. 1887.  Micronotus asperulus ingår i släktet Micronotus och familjen torngräshoppor. Inga underarter finns listade i Catalogue of Life.